# Julinho Athletic FC
Der Julinho Athletic FC (seit 2024/25) oder Julinho Sporting FC (meist nur Julinho Sporting oder Julinho) ist ein Fußballverein aus Rundu in Namibia. Er wurde 2002 gegründet und bezieht sich in Name, Wappen und Vereinsfarben auf den portugiesischen Klub Sporting Lissabon.
Der Verein stieg in der Saison 2013/2014 aus der zweithöchsten Spielklasse in die Namibia Premier League auf. Nach dem Abstieg zwei Saisons später gelang in der Saison 2017/18 abermals der Aufstieg.